# ナショナリズムの誘惑
ナショナリズムの誘惑（ナショナリズムのゆうわく）とは2012年10月に高円寺で行われたシンポジウム、および2013年6月12日に出版された書籍の名称。シンポジウムの出演者は安田浩一、木村元彦、園子温の3人であり、後に出版された同名の書籍の著者もこの3人となっている。
在特会などといった近年になってから社会問題になっているヘイトスピーチに対して批判するという内容であり、ヘイトスピーチを行っている連中は村上春樹の言う「安酒の酔い」に飲まれているなどと形容している。また日本国内の事柄だけでなく、国外で諸民族が融和していた地域が、人種差別から暴力が発生するような地域にまでなった例も掲示されており、今の日本がおかれている状況に対して注意を呼びかけているものとなっている。